# Bacucu
O bacucu é uma espécie de mexilhão; um molusco bivalve marinho, costeiro e estuarino, da família Mytilidae, cientificamente denominado Mytella guyanensis (anteriormente denominado Mytilus bicolor por Jean Guillaume Bruguière, em 1792, embora este nome tenha sido invalidado pelo Código Internacional de Nomenclatura Zoológica); popularmente nomeado, em inglês, Guiana swamp mussel. A espécie foi classificada por Jean-Baptiste de Lamarck e originalmente denominada Modiola guyanensis, em 1819, na obra Histoire naturelle des animaux sans vertèbres. Tome 6(1): vi. No litoral brasileiro também recebe a denominação popular sururu, segundo o Dicionário Houaiss da Língua Portuguesa e o livro Moluscos Brasileiros de Interesse Médico e Econômico, embora tal nome esteja mais aplicado ao seu congênere Mytella strigata (Hanley, 1843). No Paraná, Região Sul do Brasil, também é conhecido como marisco-da-lama. O bacucu vive agregado na região entremarés através de filamentos escuros que prendem esses animais às rochas (bisso), em parte recobertos pela areia lodosa, tratando-se de espécie comestível e encontrável em sambaquis da costa brasileira, podendo também ser utilizada no artesanato.

## Obacucude Eurico Santos
Em seu livro Moluscos do Brasil, o zoólogo Eurico Santos indica as espécies Mytella brasiliensis (Gray, 1825) e Modiolus americanus (Leach, 1815), por ele denominado Modiolus tulipa, afirmando que a primeira espécie é "o mesmo marisco que no Recôncavo baiano é chamado sururu"; acrescentando que "a primeira vive enterrada na lama dos fundos das baías e lagoas de água salobra e a segunda prefere as praias batidas pelo mar forte", e que "bem ia se para a primeira mantivéssemos o nome de sururu baiano e se deixasse bacucu para M. tulipa, mas em matéria de nomes vulgares o povo é soberano". O Dicionário Aurélio também chama bacucu às duas espécies supracitadas, ainda afirmando que tal denominação é de possível origem tupi. Inclusive, a espécie Mytella guyanensis já fora considerada uma variedade de Mytella brasiliensis, chamada Modiola brasiliensis var. mutabilis Carpenter, 1857.

## Descrição da concha
Mytella guyanensis possui uma concha alongada e de valvas similares, em forma de cunha (segundo Rodolpho von Ihering, "de forma um tanto oval, alargadas na parte posterior e por isto, às vezes, de configuração quase triangular"), com até 8 centímetros de comprimento; dotada de um fino perióstraco e com linhas de crescimento aparentes; com uma carena dividindo a valva numa região anterior brilhante e noutra posterior opaca, de coloração variando entre o
verde-escuro, o amarelo e o marrom (Rios cita cor verde brilhante acima da quilha e castanho-amarelada nas partes ventral e anterior-umbonal). O interior é de coloração azul-esverdeada, nacarado.

## Distribuição geográfica e habitat
A distribuição geográfica da espécie se estende da Venezuela à Santa Catarina, Região Sul do Brasil, no oceano Atlântico, e do México ao Peru, no oceano Pacífico; podendo ser encontrada em bosques de manguezais, enterrados, preferencialmente, no sedimento argiloso-lodoso da região entremarés. Citando KLAPPENBACH (1965), Alexandre Valente Boffi chega a afirmar que "podem enterrar-se no substrato até uma profundidade de 20 centímetros".

## Conservação
Embora seja uma espécie comum no século XX, em 2018 a Mytella guyanensis foi colocada no Livro Vermelho do ICMBio; considerada uma espécie pouco preocupante (LC), com a conclusão desta avaliação feita em 2012.